# Anna Winger
Anna Winger (nascida em Massachusetts, em 1970) é uma escritora, produtora, roteirista e fotógrafa estadunidense radicada na Alemanha. Ela é mais conhecida por ter co-criado a série de televisão Deutschland 83.

## Início da vida e educação
Winger cresceu em Massachusetts. Seus pais são antropólogos, e seu trabalho levou sua família a morar no Quênia e no México também. Ela é judia.
Ela se formou na Universidade de Columbia em 1993.

## Carreira
Antes de começar a escrever, Winger trabalhou como fotógrafa profissional por mais de uma década. O seu primeiro romance, This Must Be the Place, foi publicado em 2008 pela Riverhead Books..
Seus ensaios pessoais foram publicados na The New York Times Magazine, Condé Nast Traveler, Frankfurter Allgemeine Zeitung e Süddeutsche Zeitung. A série de rádio Berlin Stories de Winger para a NPR Worldwide foi exibida de 2009 a 2013.
Seu primeiro projeto como roteirista foi Deutschland 83, uma série de televisão que ela co-criou com seu marido Joerg Winger. O programa foi ao ar na Sundance TV em junho de 2015 e na RTL Television em novembro e dezembro de 2015. A série de 8 episódios, sobre um jovem espião da Alemanha Oriental em uma missão secreta na Alemanha Ocidental em 1983, teve sua estreia mundial quando os dois primeiros episódios foram exibidos no Festival de Cinema de Berlim de 2015. Winger escreveu a série em inglês, mas foi filmada em alemão. Essa foi a primeira série em língua alemã a ser exibida na televisão americana.
Em 2016, fundou sua própria produtora com sede em Berlim, Studio Airlift.
Ela também co-criou e co-produziu a minissérie do Prime Video, Deutschland 86, que é a sequência de Deutschland 83. A terceira temporada, intitulada Deutschland 89, foi ao ar em 2021.
Winger e Alexa Karolinski atuaram como co-criadores e co-roteiristas da minissérie Unorthodox, que estreou em 26 de março de 2020 e é o primeiro programa falado em iídiche da Netflix. Em 2021, ala assinou um contrato com a Netflix.

## Vida pessoal
Winger conheceu seu marido no Chile. Em 2002, mudaram-se para Berlim, na Alemanha. Eles têm duas filhas.

## Filmografia
| Ano       | Título           | Criado | Roteiro | Produção | Nota(s)                                     |
| --------- | ---------------- | ------ | ------- | -------- | ------------------------------------------- |
| 2012-2015 | Leipzig Homicide |        | Sim     |          | Escreveu 4 episódios                        |
| 2015      | Deutschland 83   | Sim    | Sim     |          | Criadora e roteirista                       |
| 2016      | Berlin Station   |        |         | Sim      | Produtora e consultora de 2 episódios       |
| 2018      | Deutschland 86   | Sim    | Sim     |          | Criadora e roteirista da segunda sequencia  |
| 2020      | Unorthodox       | Sim    | Sim     |          | Criadora e roteirista                       |
| 2020      | Deutschland 89   | Sim    | Sim     | Sim      | Criadora e roteirista da terceira sequencia |